# Gary McKinnon
Gary McKinnon (Glasgow, 10 de fevereiro de 1966) é um Hacker escocês acusado pelos Estados Unidos de perpetrar o "maior ataque de todos os tempos a computadores militares". Depois de várias audiências realizadas em julho de 2006 no Reino Unido, foi decidido que ele deveria ser extraditado para os Estados Unidos. Seus advogados apelaram contra esta decisão em um recurso impetrado na High Court de Londres em fevereiro de 2007.

## Biografia
McKinnon é acusado de ter acessado ilegalmente e danificado mais de 57.000 computadores do exército americano, da aeronáutica, do Pentágono e da Agência Espacial Americana (NASA) entre fevereiro de 2001 e março de 2002. Perseguido em 59 Estados americanos, por oito acusações, "McKinnon é acusado de ter cometido o maior ato de pirataria em informática de todos os tempos", disse o promotor do Estado da Virgínia, Paul McNulty,
Uma das atas de acusação destaca que algumas das informações recolhidas por McKinnon podiam ser "direta ou indiretamente úteis a um inimigo" dos Estados Unidos. De acordo com Washington, os prejuízos causados por McKinnon se elevam a um milhão de dólares.
Porém, Gary McKinnon, é o melhor no mundo dos hackers, afirma que as autoridades americanas se enganaram sobre suas reais motivações. "Ele não nega que algo tenha acontecido, não nega ter acessado o sistema de informática deles", declarou sua advogada, Karen Todner. "Seu motivo era duplo: comprovar a existência dos OVNI e demonstrar as falhas de segurança do sistema americano", explica Todner.
Em 2009 a Alta Corte rejeitou o recurso apresentado pelos advogados de Gary McKinnon - um homem comum e com poucos recursos financeiros, qualificado pela justiça americana como o "maior hacker de todos os tempos" -, contra a decisão da ministra do Interior, Jacqui Smith, que, em outubro de 2008, deu luz Vermelha a sua extradição para os Estados Unidos.2
Em um veredicto de 4.371 páginas, os juízes estimaram nesta sexta-feira que a extradição era uma "resposta legal e proporcional a sua ofensa".
McKinnon é portador de Síndrome de Asperger, o que pode ser o motivo da habilidade sobre-humana.
É dito que McKinnon pode ser um dos familiares de Hermes, um Hacker ainda não identificado e considerado "O Maior Hacker do Mundo" sendo procurado em mais de 30 estados americanos e em diversos países europeus, africanos, asiáticos e até mesmo na Oceania. Este por outro lado jamais foi identificado e não se sabe se o nome "Hermes" é um pseudônimo ou o seu nome real.[carece de fontes?]